# Eef Arnolds
Everhardus Johannes Maria (Eef) Arnolds (Doorn, 16 april 1948) is een Nederlandse mycoloog, lichenoloog en plantenverzamelaar. 

## Biografie
Na zijn eindexamen aan de Hogereburgerschool (HBS-B) in 1966 studeerde Eef Arnolds biologie aan de Universiteit Utrecht. In 1969 slaagde hij voor het kandidaatsexamen en in 1973 voor het doctoraatsexamen. Arnolds promoveerde in 1981 aan de Universiteit Utrecht op een proefschrift over taxonomie, ecologie en geografische verspreiding van macrofungi in de graslanden van Drenthe. Hij was wetenschappelijk medewerker bij de Universiteit van Wageningen. Van 1990 tot 1998 was hij directeur van het Biologisch Station in Wijster. Na zijn pensionering in 1998 werkte hij aan diverse onderzoeksprojecten op het gebied van schimmels.
Daarnaast is hij intensief betrokken bij het onderhoud en de ontwikkeling van nieuwe, kleine natuurgebieden in de omgeving van zijn huis. Publicaties over dit onderwerp verschenen in tijdschriften als De Levende Natuur, Oasis en Het Vogeljaar. Van 2000 tot 2008 werkte hij als natuurcolumnist voor het tijdschrift Jonas, later Zens. Hij schreef het boek Way of Nature, een gids voor het beleven van de natuur en het onderhouden van de natuur. Sinds 1965 is hij in diverse functies actief bij de Nederlandse Mycologische Vereniging (NMV). Hij was ook voorzitter van de European Council for the Conservation of Fungi  (ECCF). Hij verscheen regelmatig als gastspreker op verschillende internationale conferenties en mycologische en botanische congressen.